# Керфут, Александр
Александр Керфут (англ. Alexander Kerfoot; род. 11 августа 1994, Ванкувер) — канадский хоккеист, нападающий клуба «Юта Маммот».

## Карьера
В начале хоккейной карьеры Керфут играл за «Ванкувер Нортвест Джайнтс»; по итогам сезона 2010/11 он заработал рекордные для себя 108 очков (36+72) и получил награду, став MVP на Кубке Телус. По окончании сезона он присоединился к «Кокуитлам Экспресс»; в сезоне 2011/12 он заработал 69 очков (25+44) и стал третьим игроком команды по набранным очкам. При этом он получил награду «Новичок года» и «Лучший спортивный игрок»; также был включён в сборную новичков и Первую команду звёзд.
На драфте НХЛ 2012 года Керфут был выбран в 5-м раунде под общим 150-м номером клубом «Нью-Джерси Девилз». После выбора на драфте вернулся в состав «Кокитлам Экспресс», где отыграл сезон, по окончании которого стал играть за «Гарвард Кримсон», команду представляющий Гарвардский университет. За студенческую команду, он играл в течение четырёх сезонов, являясь одним из результативных игроков команды.
По окончании студенческой карьеры, он не стал подписывать контракт с «Нью-Джерси Девилз», став при этом свободным агентом. 23 августа 2017 года подписал двухлетний контракт с «Колорадо Эвеланш». Дебютировал в НХЛ 6 октября 2017 года в матче с «Нью-Йорк Рейнджерс», который «Колорадо» выиграли со счётом 4:2; этом же матче он заработал своё первое очко в карьере. 12 октября в матче с «Бостон Брюинз» забросил свою первую шайбу в НХЛ, матч закончился победой «Колорадо» со счётом 6:3.
1 июля 2019 года Керфут был обменян в «Торонто Мейпл Лифс», с которым 4 июля подписал четырёхлетний контракт.
По окончании сезона Керфут стал свободным агентом и перешёл в «Аризону Койотис», с которой подписал двухлетний контракт.